# جان کاسپر
جان هاواراد کاسپر (به انگلیسی: John Howard Casper) فضانورد اهل کشور ایالات متحده آمریکا است که در ۹ ژوئیهٔ ۱۹۴۳ میلادی در گرین‌ویل، کارولینای جنوبی زاده شد. وی در مأموریت اس‌تی‌اس-۳۶، اس‌تی‌اس-۵۴، اس‌تی‌اس-۶۲، اس‌تی‌اس-۷۷ حضور داشته است.